# Melinaea menophilus
Espèce
Melinaea menophilus  est une espèce d'insectes lépidoptères (papillons) appartenant à la famille des Nymphalidae, à la sous-famille des Danainae et au genre Melinaea.

## Taxonomie
Melinaea menophilus a été décrit par William Chapman Hewitson sous le nom de Mechanitis menophilus.

### Sous-espèces
- Melinaea menophilus menophilus ; présent en Colombie.
- Melinaea menophilus cocana Haensch, 1903 ; présent en Équateur.
- Melinaea menophilus ernestoi Brown, 1977 ; présent en Colombie.
- Melinaea menophilus hicetas Godman & Salvin, 1879 ; présent en Colombie et au Pérou.
- Melinaea menophilus maenius (Hewitson, 1860) ; présent au Brésil.
- Melinaea menophilus orestes Salvin, 1871 ; présent au Pérou.
- Melinaea menophilus mediatrix Weymer, 1891 ; présent en Guyane, Guyana et dans le nord du Brésil
- Melinaea menophilus zaneka Butler, 1870 ; présent en Équateur[1].

### Noms vernaculaires
Melinaea menophilus se nomme Hewitson's Tiger en anglais.

## Description
C'est un grand papillon d'une envergure de 70 mm à 80 mm de couleur orange et marron. Les ailes antérieures sont orange tachées de marron avec l'apex marron séparé ou non par une barre jaune pâle. Les ailes postérieures sont orange largement tachées de marron.
Le revers est identique.

## Écologie et distribution
Melinaea menophilus est présent en Guyane, Guyana, au Brésil Équateur, en Colombie et au Pérou.

### Biotope
Melinaea menophilus réside en forêt tropicale.

### Protection
Pas de statut de protection particulier.